# Кротошин (Радзейовський повіт)
Кротошин (пол. Krotoszyn) — село в Польщі, у гміні Осенцини Радзейовського повіту Куявсько-Поморського воєводства.
Населення — 242 особи (2011).
У 1975-1998 роках село належало до Влоцлавського воєводства.

## Демографія
Демографічна структура станом на 31 березня 2011 року:
|          | Загалом | Допрацездатний вік | Працездатний вік | Постпрацездатний вік |
| -------- | ------- | ------------------ | ---------------- | -------------------- |
| Чоловіки | 131     | 38                 | 83               | 10                   |
| Жінки    | 111     | 18                 | 61               | 32                   |
| Разом    | 242     | 56                 | 144              | 42                   |